# EuroCup Women
De EuroCup Women (officieel FIBA EuroCup Women) is de tweede professionele basketbalcompetitie na de EuroLeague Women, met teams van Europa en clubs van nationale competities verenigd in FIBA Europe. Het is de opvolger van de Ronchetti Cup. De winnaar mag strijden om de FIBA Europe SuperCup Women tegen de winnaar van de EuroLeague Women.

## Winnaars van de EuroCup Women
| Jaar | Plaats    | Winnaar                                                                     | Uitslag                                                                     | Tegenstander                                                                |                                                                             | 3e                                                                          | Uitslag                                                                     | 4e                                                                          |
| ---- | --------- | --------------------------------------------------------------------------- | --------------------------------------------------------------------------- | --------------------------------------------------------------------------- | --------------------------------------------------------------------------- | --------------------------------------------------------------------------- | --------------------------------------------------------------------------- | --------------------------------------------------------------------------- |
| 2003 | Samara    | ASPTT Aix-en-Provence                                                       | 80 - 71                                                                     | Caja Rural de Canarias                                                      | VBM-SGAU Samara                                                             | 84 - 70                                                                     | Ano Liosia                                                                  |                                                                             |
| 2004 | Istanbul  | Baltiejskaja Zvezda Sint-Petersburg                                         | 68 - 64                                                                     | Szolnoki MÁV Coop                                                           | Dinamo Moskou                                                               | 76 - 72                                                                     | Fenerbahçe                                                                  |                                                                             |
| 2005 | Napels    | Phard Napoli                                                                | 53 - 45                                                                     | Fenerbahçe                                                                  | Anda Ramat Hasjaron                                                         | 86 - 72                                                                     | Croatia Zagreb                                                              |                                                                             |
| 2006 | -         | Spartak Oblast Moskou Vidnoje                                               | 152 - 131 (80-65 / 72-66)                                                   | Pays d'Aix Basket 13                                                        | Perfumerías Avenida Coconuda Maddaloni                                      | Perfumerías Avenida Coconuda Maddaloni                                      | Perfumerías Avenida Coconuda Maddaloni                                      |                                                                             |
| 2007 | -         | Dinamo Moskou                                                               | 150 - 117 (74-61 / 76-56)                                                   | Club Atletico Faenza                                                        | Lavezzini Parma Germano Zama Faenza                                         | Lavezzini Parma Germano Zama Faenza                                         | Lavezzini Parma Germano Zama Faenza                                         |                                                                             |
| 2008 | -         | Beretta Famila Schio                                                        | 165 - 136 (87-67 / 78-69)                                                   | BK Moskou                                                                   | Galatasaray Elitzur Ramla                                                   | Galatasaray Elitzur Ramla                                                   | Galatasaray Elitzur Ramla                                                   |                                                                             |
| 2009 | -         | Galatasaray                                                                 | 137 - 128 (55-67 / 82-61)                                                   | Taranto Cras Basket                                                         | Dinamo Koersk Dinamo Moskou                                                 | Dinamo Koersk Dinamo Moskou                                                 | Dinamo Koersk Dinamo Moskou                                                 |                                                                             |
| 2010 | -         | Sony Athinaikos Byron                                                       | 118 - 114 (65-57 / 53-57)                                                   | Nadezjda Orenburg                                                           | Dinamo Koersk Saarlouis Royals                                              | Dinamo Koersk Saarlouis Royals                                              | Dinamo Koersk Saarlouis Royals                                              |                                                                             |
| 2011 | -         | Elitzur Ramla                                                               | 122 - 114 (61-61 / 61-53)                                                   | Arras Pays d'Artois BF                                                      | Sony Athinaikos Byron Tsjevakata Vologda                                    | Sony Athinaikos Byron Tsjevakata Vologda                                    | Sony Athinaikos Byron Tsjevakata Vologda                                    |                                                                             |
| 2012 | -         | Dinamo Koersk                                                               | 130 - 121 (55-69 / 75-52)                                                   | Kayseri Kaski SK                                                            | Tsjevakata Vologda Botaş SK                                                 | Tsjevakata Vologda Botaş SK                                                 | Tsjevakata Vologda Botaş SK                                                 |                                                                             |
| 2013 | -         | Dinamo Moskou                                                               | 136 - 135 (66-61 / 70-74)                                                   | Kayseri Kaski SK                                                            | Tsjevakata Vologda MBK Ružomberok                                           | Tsjevakata Vologda MBK Ružomberok                                           | Tsjevakata Vologda MBK Ružomberok                                           |                                                                             |
| 2014 | -         | Dinamo Moskou                                                               | 158 - 150 (97-65 / 61-85)                                                   | Dinamo Koersk                                                               | ESB Villeneuve-d'Ascq Istanbul Üniversitesi SK                              | ESB Villeneuve-d'Ascq Istanbul Üniversitesi SK                              | ESB Villeneuve-d'Ascq Istanbul Üniversitesi SK                              |                                                                             |
| 2015 | -         | ESB Villeneuve-d'Ascq                                                       | 137 - 121 (64-68 / 73-53)                                                   | Royal Castors Braine                                                        | Maccabi Bnot Ashdod Istanbul Üniversitesi SK                                | Maccabi Bnot Ashdod Istanbul Üniversitesi SK                                | Maccabi Bnot Ashdod Istanbul Üniversitesi SK                                |                                                                             |
| 2016 | -         | Tango Bourges Basket                                                        | 105 - 93 (51-40 / 54-53)                                                    | ESB Villeneuve-d'Ascq                                                       | Bellona AGÜ Basket Landes                                                   | Bellona AGÜ Basket Landes                                                   | Bellona AGÜ Basket Landes                                                   |                                                                             |
| 2017 | -         | Yakın Doğu Üniversitesi                                                     | 136 - 127 (73-69 / 63-58)                                                   | Bellona AGÜ                                                                 | Hatay Büyükşehir Belediyespor Galatasaray                                   | Hatay Büyükşehir Belediyespor Galatasaray                                   | Hatay Büyükşehir Belediyespor Galatasaray                                   |                                                                             |
| 2018 | -         | Galatasaray                                                                 | 155 - 140 (90-68 / 65-72)                                                   | Umana Reyer Venezia                                                         | Hatay Büyükşehir Belediyespor Perfumerías Avenida                           | Hatay Büyükşehir Belediyespor Perfumerías Avenida                           | Hatay Büyükşehir Belediyespor Perfumerías Avenida                           |                                                                             |
| 2019 | -         | Nadezjda Orenburg                                                           | 146 - 132 (71-75 / 75-57)                                                   | Basket Lattes-Montpellier                                                   | Famila Wüber Schio Spar CityLift Girona                                     | Famila Wüber Schio Spar CityLift Girona                                     | Famila Wüber Schio Spar CityLift Girona                                     |                                                                             |
| 2020 | -         | competitie gestaakt en later definitief beëindigd vanwege de Coronapandemie | competitie gestaakt en later definitief beëindigd vanwege de Coronapandemie | competitie gestaakt en later definitief beëindigd vanwege de Coronapandemie | competitie gestaakt en later definitief beëindigd vanwege de Coronapandemie | competitie gestaakt en later definitief beëindigd vanwege de Coronapandemie | competitie gestaakt en later definitief beëindigd vanwege de Coronapandemie | competitie gestaakt en later definitief beëindigd vanwege de Coronapandemie |
| 2021 | Szekszárd | Valencia BC                                                                 | 82 - 81                                                                     | Umana Reyer Venezia                                                         |                                                                             | KSC Szekszárd                                                               | 68 - 55                                                                     | Flammes Carolo Basket Ardennes                                              |
| 2022 | Bourges   | Tango Bourges Basket                                                        | 74 - 38                                                                     | Umana Reyer Venezia                                                         | Galatasaray                                                                 | 75 - 67                                                                     | ÇBK Mersin Yenişehir Belediyesi                                             |                                                                             |
| 2023 | -         | LDLC ASVEL féminin                                                          | 180 - 113 (95-56 / 85-57)                                                   | Galatasaray                                                                 | ESB Villeneuve-d'Ascq Umana Reyer Venezia                                   | ESB Villeneuve-d'Ascq Umana Reyer Venezia                                   | ESB Villeneuve-d'Ascq Umana Reyer Venezia                                   |                                                                             |
| 2024 | -         | London Lions                                                                | 149- 145 (81-70/ 68-75)                                                     | Beşiktaş BOA Yatçılık                                                       | Spar Girona Umana Reyer Venezia                                             | Spar Girona Umana Reyer Venezia                                             | Spar Girona Umana Reyer Venezia                                             |                                                                             |
| 2025 | -         | ESB Villeneuve-d'Ascq                                                       | 162- 145 (78-75/ 84-70)                                                     | Baxi Ferrol                                                                 | LDLC ASVEL féminin Sopron Basket                                            | LDLC ASVEL féminin Sopron Basket                                            | LDLC ASVEL féminin Sopron Basket                                            |                                                                             |

## Winnaars aller tijden
| Cups | Club                                | In:              |
| ---- | ----------------------------------- | ---------------- |
| 3    | Dinamo Moskou                       | 2007, 2013, 2014 |
| 2    | Galatasaray                         | 2009, 2018       |
| 2    | Tango Bourges Basket                | 2016, 2022       |
| 2    | ESB Villeneuve-d'Ascq               | 2015, 2025       |
| 1    | ASPTT Aix-en-Provence               | 2003             |
| 1    | Baltiejskaja Zvezda Sint-Petersburg | 2004             |
| 1    | Phard Napoli                        | 2005             |
| 1    | Spartak Oblast Moskou Vidnoje       | 2006             |
| 1    | Beretta Famila Schio                | 2008             |
| 1    | Sony Athinaikos Byron               | 2010             |
| 1    | Elitzur Ramla                       | 2011             |
| 1    | Dinamo Koersk                       | 2012             |
| 1    | Yakın Doğu Üniversitesi             | 2017             |
| 1    | Nadezjda Orenburg                   | 2019             |
| 1    | Valencia BC                         | 2021             |
| 1    | LDLC ASVEL féminin                  | 2023             |
| 1    | London Lions                        | 2024             |

## Per land
| No. | Cups | Runner-up | Land                |
| --- | ---- | --------- | ------------------- |
| 1.  | 7x   | 3x        | Rusland             |
| 2.  | 6x   | 4x        | Frankrijk           |
| 3.  | 3x   | 6x        | Turkije             |
| 4.  | 2x   | 5x        | Italië              |
| 5.  | 1x   | 1x        | Spanje              |
| 6.  | 1x   | 0         | Griekenland         |
| 6.  | 1x   | 0         | Israël              |
| 6.  | 1x   | 0         | Verenigd Koninkrijk |
| 9.  | 0    | 1x        | Hongarije           |
| 9.  | 0    | 1x        | België              |